# Yngve Bohm
Yngve Carl Herman Bohm, född 27 januari 1895 i Lund, död 23 juni 1976, var en svensk läkare. 
Bohm, som var son till direktör Herman Bohm och Augusta Norling, avlade studentexamen i Linköping 1913, blev medicine kandidat vid Karolinska Institutet 1916 och medicine licentiat där 1923. Han var tillförordnad underläkare vid Linköpings lasarett 1920–1922, tillförordnad förste underläkare där två månader 1923–1924, tillförordnad provinsialläkare i Grönskåra distrikt 1923, underläkare vid Varbergs lasarett 1924, förste underläkare vid kirurgiska avdelningen på Garnisonssjukhuset i Stockholm 1925–1926, provinsialläkare i Gäddede distrikt 1926–1931, i Halmstads distrikt sedan 1931 och biträdande förste provinsialläkare i Hallands län 1932–1958 och därefter praktiserande läkare. Han var läkare vid post- och telegrafverket samt vid Halmstad–Nässjö Järnvägar 1932–1945.